# Miles & More
Miles & More is het frequentflyerprogramma van twaalf verschillende luchtvaartmaatschappijen. Lufthansa heeft Miles & More op 1 januari 1993 opgericht. In 2000 sloot Austrian Airlines zich aan en in 2003 sloot LOT zich ook aan. Verder zijn er nog een aantal kleinere maatschappijen die Miles & More hanteren; Air Dolomiti, Air One, Adria Airways en Croatia Airlines. Op 26 maart 2006 heeft Swiss "Swiss Travel Club" verruild voor Miles & More. Vanaf 27 maart 2009 wordt tevens het frequentflyerprogramma Privilege van Brussels Airlines in Miles & More geïntegreerd. Het programma biedt de mogelijkheid om te sparen voor vluchten bij alle Star Alliance-leden, daarnaast kunnen klanten status opbouwen, welke verschillende voordelen kan opleveren. 
Eind 2019 heeft Miles & More aangekondigd dat ze vanaf 1 januari 2024 wijzigingen zullen aanbrengen. Daarentegen vallen de Status Sterren, HON Circle mijlen en Select mijlen weg.

## Geschiedenis
- 1993 - Lufthansa introduceert Miles & More op 1 januari 1993
- 1997 - Star Alliance wordt opgericht door Air Canada, United Airlines, Lufthansa, Scandinavian Airlines, Thai Airways International
- 2000 - Austrian Airlines (AUA) sluit zich bij Miles & More aan.
- 2003 - LOT Polish Airlines wordt een volledig geïntegreerde partner van Miles & More
- 2006 - Swiss International Air Lines is door Lufthansa gekocht en diens frequentflyerprogramma, de Swiss TravelClub, wordt geconverteerd naar Miles & More op 1 april 2006
- 2008-2009 - Lufthansa neemt een belangrijke participatie in Brussels Airlines en integreert Privilege in Miles & More

## Luchtvaartpartners van Miles & More
Luchtvaartpartners sinds 1 januari 2020
| Volledig geïntegreerde luchtvaartpartners | Star Alliance leden | Overige luchtvaartpartners                                                      |
| --- | --- | ------------------------------------------------------------------------------- |
| Lufthansa - Air Dolomiti A (partner van Lufthansa Regional) - Lufthansa Cityline (partner van Lufthansa Regional) - Eurowings A Austrian Airlines A Brussels Airlines A Croatia Airlines LOT Polish Airlines Swiss International Air Lines A Luxair | Aegean Airlines Air Canada Air China Air India Air New Zealand All Nippon Airways Asiana Airlines Avianca Copa Airlines EgyptAir Ethiopian Airlines EVA Air Scandinavian Airlines Shenzhen Airlines Singapore Airlines South African Airways TAP Air Portugal Thai Airways Thai Smile Turkish Airlines United Airlines | Air Astana Air Malta Cathay Pacific B Condor LATAM Airlines Olympic Air SilkAir |

A Een onderdeel van de Lufthansa Group
B Bij bepaalde routes

## Structuur
Met Miles & More kunnen drie verschillende soorten miles worden verdiend, die alle een verschillend doel hebben binnen het programma:

### Award miles
Dit zijn de miles die gespaard kunnen worden in op de rekening van een deelnemer om later gebruik te worden om tickets, upgrades en goederen van Lufthansa WorldShop en andere Miles & More partners te kopen. Voor de gewone Miles & More deelnemers hebben zij een geldigheid van 36 maanden, waarna zij vervallen. Voor frequente reizigers (Frequent Travellers, Senators en HON Circle Card houders), hebben deze miles geen vervaldatum. Echter, zodra de deelnemer niet meer tot deze groep behoort, wordt de vervaldatum gezet op 36 maanden na het verlies van deze status. Voor Miles & More Credit Card (Visa of MasterCard) houders in diverse landen hebben de miles ook geen vervaldatum zo lang als deze kaart wordt aangehouden. Zodra de creditcard verloopt, wordt de originele vervaldatum opnieuw ingesteld, hoewel de eerste miles niet eerder vervallen als aan het eind van het kwartaal nadat het creditcard contract is beëindigd.

### Status miles
Status miles kunnen alleen worden verdiend door te vliegen met een van de volledig geïntegreerde luchtvaartpartners of met een van de Star Alliance leden. Er is geen andere mogelijkheid om deze te verdienen. Status miles vervallen aan het eind van elk kalenderjaar. Zij zijn bedoeld om de frequente vliegers te herkennen en hen een status toe te kennen op basis van de dat jaar verdiende status miles.
Mensen die overstappen vanuit Privilege krijgen deze voordelen niet.

### HON Circle Miles
HON Circle miles kunnen alleen worden verdiend door te vliegen met een van de volledig geïntegreerde luchtvaartpartners of door gebruik te maken van de Air-Rail treinen in Duitsland (met een maximum van 100.000 miles binnen 2 kalenderjaren). Zij zijn nodig op de top-status binnen Miles & More te bereiken: de HON Circle.
Tot 1 april 2006 was het ook mogelijk dit type miles te verdienen door vluchten met United Airlines, maar deze optie is inmiddels vervallen.
HON-miles zijn 2 jaar geldig. Daarnaast kunnen alleen Senators (met minimaal 300.000 status miles in 2 jaar op de balans) en bestaande HON Circle members deze miles op hun rekeningoverzicht zien.